# Gran Premio de Italia de Motociclismo de 1991
El Gran Premio de Italia de Motociclismo de 1991 fue la quinta prueba de la temporada 1991 del Campeonato Mundial de Motociclismo. El Gran Premio se disputó el 19 de mayo de 1991 en el Circuito de Misano. A partir de esta temporada, el Gran Premio que se disputaba en territorio italiano cambia de denominación oficial, pasando de "Gran Premio de las Naciones" a "Gran Premio de Italia".

## Resultados 500cc
Mick Doohan gana la carrera de 500cc. Para el piloto australiano del equipo Rothmans Honda es la segunda victoria de la temporada, la segunda victoria consecutiva después del conseguido en el Gran Premio de España. Por detrás de Doohan, llegaron los estadounidense John Kocinski del Marlboro Team Roberts y Eddie Lawson de Cagiva. Desde el Gran Premio de Bélgica de 1988 que Cagiva no conseguía un podio, cuando Randy Mamola cerró esa carrera en tercer lugar.
En la clasificación mundial, Doohan refuerza su primera posición con 91 puntos, mientras que Wayne Rainey pierde terreno en el segundo lugar con 77 puntos. Rainey finaliza la carrera en noveno lugar debido al alto desgaste de sus neumáticos Dunlop, lo que lo obligó a entrar en boxes después de dieciséis vueltas para cambiar de rueda trasera cuando estaba en conflicto con Doohan para la primera posición.
Destaca la ausencia de Wayne Gardner, que no toma la salida después de haberse caído en los primeros entrenamientos y ser atropellado por Alex Barros, cosa que le provoca la fractura del pie derecho.
| Pos.    | Piloto               | Equipo                 | Moto   | Tiempo     | Pts. |
| ------- | -------------------- | ---------------------- | ------ | ---------- | ---- |
| 1       | Michael Doohan       | Rothmans Honda Team    | Honda  | 46:27.037  | 20   |
| 2       | John Kocinski        | Marlboro Team Roberts  | Yamaha | +8.677     | 17   |
| 3       | Eddie Lawson         | Cagiva Corse           | Cagiva | +14.319    | 15   |
| 4       | Alex Barros          | Cagiva Corse           | Cagiva | +23.151    | 13   |
| 5       | Jean-Philippe Ruggia | Sonauto Yamaha Mobil 1 | Yamaha | +23.561    | 11   |
| 6       | Doug Chandler        | Roberts B Team         | Yamaha | +28.135    | 10   |
| 7       | Kevin Schwantz       | Lucky Strike Suzuki    | Suzuki | +28.480    | 9    |
| 8       | Juan Garriga         | Ducados Yamaha         | Yamaha | +48.073    | 8    |
| 9       | Wayne Rainey         | Marlboro Team Roberts  | Yamaha | +1:11.518  | 7    |
| 10      | Eddie Laycock        | Millar Racing          | Yamaha | +1 Vuelta  | 6    |
| 11      | Marco Papa           | Team Marco Papa        | Honda  | +1 Vuelta  | 5    |
| 12      | Cees Doorakkers      | HEK-Baumachines        | Honda  | +2 Vueltas | 4    |
| 13      | Romolo Balbi         |                        | Honda  | +2 Vueltas | 3    |
| 14      | Simon Buckmaster     | Padgett's Racing Team  | Suzuki | +3 Vueltas | 2    |
| 15      | Michael Rudroff      | Rallye Sport           | Honda  | +3 Vueltas | 1    |
| Ret     | Didier de Radiguès   | Lucky Strike Suzuki    | Suzuki | Ret        |      |
| Ret     | Adrien Morillas      | Sonauto Yamaha Mobil 1 | Yamaha | Ret        |      |
| Ret     | Hans Becker          | Team Romero Racing     | Yamaha | Ret        |      |
| Ret     | Nicholas Schmassman  | Schmassman Technotron  | Honda  | Ret        |      |
| DNQ     | Helmut Schutz        | Rallye Sport           | Honda  | DNQ        |      |
| DNQ     | Andreas Leuthe       | Librenti Corse         | Honda  | DNQ        |      |
| DNQ     | Larry Vacondio       |                        | Honda  | DNQ        |      |
| Fuentes |                      |                        |        |            |      |

## Resultados 250cc
En 250, la carrera fue ganada por Luca Cadalora, que superó al piloto alemán Helmut Bradl por tan solo 9 milésimas. Dada la pequeña brecha entre los dos contendientes, se requirió la fotofinish para asignar la victoria a Cadalora, aunque dejó de funcionar en el momento de la llegada de los pilots. Bradl no aparece en la ceremonia ya que. mientras celebra la victoria danda la vuelta de honor, ve como Cadalora sube al podio para recibir el premio por lo que presenta una reclamación contra Cadalora, acusando al piloto italiano de haberlo obstruido en la recta final. Los dos pilotos llegaron a la recta final entrando varias veces en contacto con los cascos. El tercer lugar es para la Aprilia del italiano Pierfrancesco Chili. También en este caso, Chili ocupa el tercer lugar con tan solo 7 milésimas de ventaja sobre Loris Reggiani. Para Chili es el primer podio en 250. Antes de este resultado, el piloto italiano había obtenido dos podios y una victoria, todos en 500cc.
| Pos.  | Piloto                    | Moto     | Tiempo    | Pts. |
| ----- | ------------------------- | -------- | --------- | ---- |
| 1     | Luca Cadalora             | Honda    | 39:29.951 | 20   |
| 2     | Helmut Bradl              | Honda    | +0.009    | 17   |
| 3     | Pierfrancesco Chili       | Aprilia  | +8.179    | 15   |
| 4     | Loris Reggiani            | Aprilia  | +8.186    | 13   |
| 5     | Wilco Zeelenberg          | Honda    | +14.795   | 11   |
| 6     | Carlos Cardús             | Honda    | +14.983   | 10   |
| 7     | Masahiro Shimizu          | Honda    | +33.909   | 9    |
| 8     | Jochen Schmid             | Honda    | +52.658   | 8    |
| 9     | Andreas Preining          | Aprilia  | +53.825   | 7    |
| 10    | Paolo Casoli              | Yamaha   | +1:03.005 | 6    |
| 11    | Jean-Pierre Jeandat       | Honda    | +1:04.911 | 5    |
| 12    | Erkka Korpiaho            | Aprilia  | +1:09.379 | 4    |
| 13    | Renzo Colleoni            | Aprilia  | +1:09.886 | 3    |
| 14    | Carlos Lavado             | Yamaha   | +1:17.145 | 2    |
| 15    | Stefan Prein              | Honda    | +1 Vuelta | 1    |
| 16    | Harald Eckl               | Aprilia  | +1 Vuelta |      |
| 17    | Jaime Mariano             | Aprilia  | +1 Vuelta |      |
| 18    | Urs Jücker                | Yamaha   | +1 Vuelta |      |
| 19    | Martin Wimmer             | Suzuki   | +1 Vuelta |      |
| 20    | Renato Colleoni           | Aprilia  | +1 Vuelta |      |
| 21    | Patrick van den Goorbergh | Yamaha   | +1 Vuelta |      |
| 22    | Bernd Kassner             | Honda    | +1 Vuelta |      |
| 23    | Wayne Doran               | Aprilia  | +1 Vuelta |      |
| 24    | Jean Foray                | Yamaha   | +1 Vuelta |      |
| Ret   | Corrado Catalano          | Honda    | Ret       |      |
| Ret   | Stefano Pennese           | Aprilia  | Ret       |      |
| Ret   | Frédéric Protat           | Aprilia  | Ret       |      |
| Ret   | Doriano Romboni           | Honda    | Ret       |      |
| Ret   | Fausto Ricci              | Yamaha   | Ret       |      |
| Ret   | Àlex Crivillé             | JJ Cobas | Ret       |      |
| Ret   | Bernard Hänggeli          | Aprilia  | Ret       |      |
| Ret   | Alberto Puig              | Yamaha   | Ret       |      |
| Ret   | Marcellino Lucchi         | Aprilia  | Ret       |      |
| Ret   | Ian Newton                | Yamaha   | Ret       |      |
| Ret   | Leon van der Heyden       | Honda    | Ret       |      |
| [ 5 ] |                           |          |           |      |

## Resultados 125cc
Primera victoria de la temporada para Fausto Gresini en la cilindrada de menor categoría, después de haber acabado segundo en las tres primeras carreras. Gresini no había ganado una carrera en el Campeonato mundial desde hace más de tres años desde que ganó el Gran Premio de San Marino 
 de 1987. Dos pilotos italianos más completan el podio, con Loris Capirossi (compañero de equipo de Gresini en el equipo AGV-Pileri Corse) y Alessandro Gramigni tercero con la Aprilia. 
Con los 20 puntos de la victoria en esta carrera, Gresini lidera el Mundial con 71 puntos, segundo Capirossi con 67, mientras que el japonés Noboru Ueda es tercero con 55. Ueda no puntuó ya que se fracturó la muñeca derecha producida por una caída en carrera.
| Pos.  | Piloto               | Moto      | Tiempo    | Pts. |
| ----- | -------------------- | --------- | --------- | ---- |
| 1     | Fausto Gresini       | Honda     | 36:29.927 | 20   |
| 2     | Loris Capirossi      | Honda     | +18.493   | 17   |
| 3     | Alessandro Gramigni  | Aprilia   | +23.101   | 15   |
| 4     | Ezio Gianola         | Derbi     | +29.088   | 13   |
| 5     | Hans Spaan           | Honda     | +33.230   | 11   |
| 6     | Nobuyuki Wakai       | Honda     | +33.629   | 10   |
| 7     | Heinz Lüthi          | Honda     | +34.115   | 9    |
| 8     | Gabriele Debbia      | Aprilia   | +34.237   | 8    |
| 9     | Ralf Waldmann        | Honda     | +34.460   | 7    |
| 10    | Dirk Raudies         | Honda     | +35.230   | 6    |
| 11    | Ian McConnachie      | Honda     | +42.905   | 5    |
| 12    | Adolf Stadler        | JJ Cobas  | +47.525   | 4    |
| 13    | Hisashi Unemoto      | Honda     | +54.431   | 3    |
| 14    | Steve Patrickson     | Honda     | +1:00.339 | 2    |
| 15    | Johnny Wickström     | Honda     | +1:00.539 | 1    |
| 16    | Koji Takada          | Honda     | +1:06.139 |      |
| 17    | Julián Miralles      | JJ Cobas  | +1:06.935 |      |
| 18    | Serafino Foti        | Honda     | +1:07.493 |      |
| 19    | Manuel Hernández     | Honda     | +1:08.123 |      |
| 20    | Arie Molenaar        | Honda     | +1:08.427 |      |
| 21    | Alain Bronec         | Honda     | +1:15.924 |      |
| 22    | Thierry Feuz         | Honda     | +1:19.698 |      |
| 23    | Francisco Debon      | JJ Cobas  | +1:19.849 |      |
| 24    | Maurizio Vitali      | Gazzaniga | +1 Vuelta |      |
| 25    | Luis Álvaro          | Derbi     | +1 Vuelta |      |
| Ret   | Kinya Wada           | Honda     | Ret       |      |
| Ret   | Bruno Casanova       | Honda     | Ret       |      |
| Ret   | Peter Öttl           | Rotax     | Ret       |      |
| Ret   | Herri Torrontegui    | JJ Cobas  | Ret       |      |
| Ret   | Jorge Martínez Aspar | JJ Cobas  | Ret       |      |
| Ret   | Noboru Ueda          | Honda     | Ret       |      |
| Ret   | Kazuto Sakata        | Honda     | Ret       |      |
| Ret   | Manuel Herreros      | JJ Cobas  | Ret       |      |
| Ret   | Alfred Waibel        | Honda     | Ret       |      |
| Ret   | Gimmi Bosio          | Honda     | Ret       |      |
| Ret   | Emilio Cuppini       | Gazzaniga | Ret       |      |
| DNQ   | Jos van Dongen       | Honda     | DNQ       |      |
| DNQ   | Alan Patterson       | Honda     | DNQ       |      |
| DNQ   | Stefan Kurfiss       | Honda     | DNQ       |      |
| DNQ   | Stefan Bragger       | Honda     | DNQ       |      |
| DNQ   | Hans Koopman         | Honda     | DNQ       |      |
| DNQ   | Robin Appleyard      | Honda     | DNQ       |      |
| DNQ   | Peter Galvin         | Honda     | DNQ       |      |
| DNQ   | Wolfgang Fritz       | Honda     | DNQ       |      |
| DNQ   | René Dünki           | Honda     | DNQ       |      |
| DNQ   | Hubert Abold         | Honda     | DNQ       |      |
| DNQ   | Janez Pintar         | Honda     | DNQ       |      |
| DNQ   | Taru Rinne           | Honda     | DNQ       |      |
| [ 5 ] |                      |           |           |      |